# Чермани
Чермани (словац. Čermany) — село, громада округу Топольчани, Нітранський край. Кадастрова площа громади — 10.84 км². Протікає Перковський потік.
Населення 362 особи (станом на 31 грудня 2019 року).

## Історія
Чермани згадуються 1257 року.

## Населення
| Рік:            | 1994. | 2004.   | 2014.   | 2024. |
| --------------- | ----- | ------- | ------- | ----- |
| Кількість осіб: | 397   | 385     | 366     | 366   |
| Різниця:        |       | -3,02 % | -4,93 % | +0 %  |

| Рік:            | 2023. | 2024.   |
| --------------- | ----- | ------- |
| Кількість осіб: | 363   | 366     |
| Різниця:        |       | +0,82 % |